# 1972年全仏オープン
1972年 全仏オープン（1972ねんぜんふつオープン、Internationaux de France de Roland-Garros 1972）は、フランス・パリにある「スタッド・ローラン・ギャロス」にて、1972年5月22日から6月4日にかけて開催された。

## 大会の流れ
- 男子シングルスは「64名」の選手による6回戦制で行われ、シード選手は16名であった。女子シングルスは「32名」の選手による5回戦制で行われ、シード選手は8名。男女とも「1回戦不戦勝」（抽選表では“Bye”と表示）はない。

## シード選手

### 男子シングルス
1. ヤン・コデシュ　（ベスト8）
2. イリ・ナスターゼ　（1回戦）
3. スタン・スミス　（ベスト8）
4. マニュエル・オランテス　（ベスト4）
5. ボブ・ヒューイット　（1回戦）
6. アンドレス・ヒメノ　（初優勝）
7. ピエール・バルト　（3回戦）
8. ゼリコ・フラヌロビッチ　（1回戦）
9. パトリック・プロワジー　（準優勝）
10. アレックス・メトレベリ　（ベスト4）
11. クラーク・グレーブナー　（3回戦）
12. ジミー・コナーズ　（2回戦）
13. ハイメ・フィヨル　（2回戦）
14. フランティシェク・パラ　（3回戦）
15. （大会開始前に棄権）
16. バリー・フィリップス・ムーア　（3回戦）

### 女子シングルス
1. イボンヌ・グーラゴング　（準優勝）
2. ナンシー・グンター　（1回戦、不戦敗）
3. ビリー・ジーン・キング　（初優勝）
4. ロージー・カザルス　（1回戦）
5. フランソワーズ・デュール　（ベスト4）
6. バージニア・ウェード　（ベスト8）
7. ヘルガ・マストホフ　（ベスト4）
8. リンダ・トゥエロ　（1回戦）

## 大会経過

### 男子シングルス
準々決勝
- パトリック・プロワジー vs.  ヤン・コデシュ　6-3, 6-8, 2-6, 6-2, 6-1
- マニュエル・オランテス vs.  ハロルド・ソロモン　6-4, 5-7, 6-3, 6-2
- アンドレス・ヒメノ vs.  スタン・スミス　6-1, 7-9, 6-0, 7-5
- アレックス・メトレベリ vs.  アドリアーノ・パナッタ　8-6, 7-9, 6-3, 6-3

準決勝
- パトリック・プロワジー vs.  マニュエル・オランテス　6-3, 7-5, 6-2
- アンドレス・ヒメノ vs.  アレックス・メトレベリ　4-6, 6-3, 6-1, 2-6, 6-3

### 女子シングルス
準々決勝
- イボンヌ・グーラゴング vs.  コリン・モールズワース　6-2, 6-2
- フランソワーズ・デュール vs.  オルガ・モロゾワ　4-6, 6-3, 6-2
- ビリー・ジーン・キング vs.  バージニア・ウェード　6-1, 6-3
- ヘルガ・マストホフ vs.  カーチャ・エビングハウス　6-3, 8-6

準決勝
- イボンヌ・グーラゴング vs.  フランソワーズ・デュール　9-7, 6-4
- ビリー・ジーン・キング vs.  ヘルガ・マストホフ　6-4, 6-4

## 決勝戦の結果
- 男子シングルス： アンドレス・ヒメノ vs.  パトリック・プロワジー　4-6, 6-3, 6-1, 6-1
- 女子シングルス： ビリー・ジーン・キング vs.  イボンヌ・グーラゴング　6-3, 6-3
- 男子ダブルス： ボブ・ヒューイット＆ フルー・マクミラン vs.  パトリシオ・コルネヨ＆ ハイメ・フィヨル　6-3, 8-6, 3-6, 6-1
- 女子ダブルス： ビリー・ジーン・キング＆ ベティ・ストーブ vs.  ウィニー・ショー＆ クリスティン・トルーマン　6-1, 6-2
- 混合ダブルス： キム・ウォーウィック＆ イボンヌ・グーラゴング vs.  ジャン＝クロード・バークレー＆ フランソワーズ・デュール　6-2, 6-4

## みどころ
- 男子シングルス優勝者のアンドレス・ヒメノは、「34歳10ヶ月」で全仏オープンの男子最年長優勝記録を樹立した。スペインの男子選手による全仏優勝は、1961年・1964年の全仏選手権を制覇したマニュエル・サンタナ以来2人目となる。
- 女子シングルス優勝者のビリー・ジーン・キング夫人が、この部門で「キャリア・グランドスラム」を完成させた。キング夫人は1966年ウィンブルドン → 1967年全米選手権 → 1968年全豪選手権 → 1972年全仏オープンの順に優勝した。